# Vladimír Vyoral
Vladimír Vyoral, né le 5 décembre 1961, à Prague, en Tchécoslovaquie, est un ancien joueur et entraîneur de basket-ball tchécoslovaque, puis tchèque. Il évolue au poste d'arrière.

## Palmarès
- Finaliste du championnat d'Europe 1985